# Campeonato Argentino de Futebol de 1918
O Campeonato Argentino de Futebol de 1918, originalmente denominado Copa Campeonato 1918, foi o trigésimo torneio da Primeira Divisão do futebol argentino. O certame começou em 7 de abril e terminou em 17 de novembro de 1918. O Racing Club conquistou o seu sexto título de campeão argentino.

## Participantes
| Equipe                  | Cidade       |
| ----------------------- | ------------ |
| Argentino de Quilmes    | Quilmes      |
| Atlanta                 | Buenos Aires |
| Boca Juniors            | Buenos Aires |
| Columbian               | Buenos Aires |
| Defensores de Belgrano  | Buenos Aires |
| Estudiantes             | Buenos Aires |
| Estudiantes de La Plata | La Plata     |
| Estudiantil Porteño     | Buenos Aires |
| Ferro Carril Oeste      | Buenos Aires |
| Gimnasia y Esgrima      | La Plata     |
| Huracán                 | Buenos Aires |
| Independiente           | Avellaneda   |
| Platense                | Buenos Aires |
| Porteño                 | Buenos Aires |
| Racing Club             | Avellaneda   |
| River Plate             | Buenos Aires |
| San Isidro              | San Isidro   |
| San Lorenzo             | Buenos Aires |
| Sportivo Barracas       | Buenos Aires |
| Tigre                   | Victoria     |

## Classificação final
| Pos | Equipes                 | Pts | J  | V  | E | D  | GM | GS | SG  |
| --- | ----------------------- | --- | -- | -- | - | -- | -- | -- | --- |
| 1.  | Racing Club             | 36  | 19 | 17 | 2 | 0  | 49 | 9  | 40  |
| 2.  | River Plate             | 25  | 19 | 9  | 7 | 3  | 30 | 17 | 13  |
| 3.  | Boca Juniors            | 24  | 19 | 9  | 6 | 4  | 39 | 21 | 18  |
| 3.  | San Isidro              | 24  | 19 | 10 | 4 | 5  | 35 | 23 | 12  |
| 5.  | Sportivo Barracas       | 21  | 19 | 9  | 3 | 7  | 22 | 21 | 1   |
| 6.  | Gimnasia de La Plata    | 20  | 19 | 7  | 6 | 6  | 21 | 22 | -1  |
| 7.  | Estudiantes de La Plata | 20  | 19 | 7  | 6 | 6  | 19 | 25 | -6  |
| 8.  | Huracán                 | 19  | 19 | 5  | 9 | 5  | 25 | 19 | 6   |
| 9.  | Independiente           | 18  | 19 | 8  | 2 | 9  | 30 | 28 | 2   |
| 10. | Estudiantil Porteño     | 18  | 19 | 6  | 6 | 7  | 23 | 22 | 1   |
| 11. | Porteño                 | 18  | 19 | 7  | 4 | 8  | 21 | 29 | -8  |
| 12. | Platense                | 18  | 19 | 7  | 4 | 8  | 14 | 22 | -8  |
| 13. | San Lorenzo             | 17  | 19 | 6  | 5 | 8  | 20 | 23 | -3  |
| 14. | Tigre                   | 17  | 19 | 7  | 3 | 9  | 27 | 32 | -5  |
| 15. | Estudiantes (BA)        | 17  | 19 | 5  | 7 | 7  | 26 | 31 | -5  |
| 16. | Defensores de Belgrano  | 17  | 19 | 6  | 5 | 8  | 24 | 32 | -8  |
| 17. | Atlanta                 | 16  | 19 | 5  | 6 | 8  | 25 | 34 | -9  |
| 18. | Columbian               | 15  | 19 | 5  | 5 | 9  | 20 | 27 | -7  |
| 19. | Ferro Carril Oeste      | 13  | 19 | 2  | 9 | 8  | 9  | 23 | -14 |
| 20. | Argentino de Quilmes    | 7   | 19 | 1  | 5 | 13 | 9  | 28 | -19 |

## Premiação
| Campeonato Argentino de Futebol de 1918 |
| --------------------------------------- |
| Racing Club Campeão (6° título)         |

## Bibliografía
- Estévez, Diego (2010). 38 Campeones del fútbol argentino 1891-2010. [S.l.]: Ediciones Continente. ISBN 978-950-754-301-2